# 로리스 베니토
로리스 베니토 수토(스페인어: Loris Benito Souto, 1992년 1월 7일 ~ )는 스위스의 프로 축구 선수로, 영 보이스와 스위스 국가대표팀에서 레프트백 또는 센터백으로 활약하고 있다.

## 구단 경력
베니토는 스위스 아라우에서 태어났다. 현지 FC 아라우 유소년 팀 출신인 그는 2009년 11월 1일 당시 감독이었던 마르틴 안데르마트의 지휘 아래 17세의 나이로 프로 데뷔를 했다. 그의 활약으로 2012년 FC 취리히로 이적하게 되었다.
2013년 3월 10일, FC 툰과의 원정 경기에서 베니토는 경기장을 침범한 후 잡은 바위담비에 손가락을 물렸다.
스위스 리그에서 뛰어난 활약을 펼친 후, 해외 이적 가능성에 대한 소식이 전해지기 시작했다. 2014년 6월 22일, 베니토는 포르투갈 챔피언 벤피카와 약 250만 유로의 확정되지 않은 이적료로 5년 계약을 체결했다.
2015년 6월 23일, 그는 스위스로 돌아와 영 보이스와 4년 계약을 체결했다. 스위스로 돌아온 첫 두 시즌은 주로 중족골 골절과 무릎 인대 파열 등 부상으로 인해 경기에 나서지 못했다.

## 국가대표팀 경력
2019년 5월, 베니토는 2019년 UEFA 네이션스리그 결승전에 출전하여 팀이 4위를 차지했다.
2021년, 그는 UEFA 유로 2020을 위해 스위스 국가대표팀에 소집되었으며, 그곳에서 팀은 대회가 8강에 진출하는 데 큰 영향을 미쳤다.

## 사생활
그는 이반 베니토의 조카이다. 갈리시아인 혈통인 베니토는 갈리시아어, 포르투갈어, 스페인어, 영어, 독일어, 이탈리아어, 프랑스어에 능통하다.